# Liste der Olympiasieger im Turnen/Medaillengewinner
Diese Liste ist Teil der Liste der Olympiasieger im Turnen. Sie führt sämtliche Medaillengewinner in den Gerätturn-Wettbewerben bei Olympischen Sommerspielen auf. Die Liste ist gegliedert nach Wettbewerben, die aktuell zum Wettkampfprogramm gehören und nach nicht mehr ausgetragenen Wettbewerben.

## Vorbemerkung
*  Bei den Olympischen Spielen 1896 und 1900 wurden keine Goldmedaillen vergeben. Der Sieger erhielt eine Silber-, der Zweite eine Bronzemedaille, der Dritte ging leer aus. In der nachfolgenden Liste wird dennoch das heute übliche Schema angewandt, damit alle Ergebnisse miteinander vergleichbar sind.
** Die Olympischen Zwischenspiele 1906 besitzen keinen offiziellen Status. Die Ergebnisse werden aus diesem Grund in der Liste der erfolgreichsten Teilnehmer und in der Nationenwertung nicht mitberücksichtigt.

## Heutige Wettbewerbe

### Einzelmehrkampf
| Olympia          | Gold               | Silber                                        | Bronze               |
| ---------------- | ------------------ | --------------------------------------------- | -------------------- |
| 1900             | Gustave Sandras *  | Noël Bas *                                    | Lucien Démanet *     |
| 1904             | Julius Lenhart     | Wilhelm Weber                                 | Adolf Spinnler       |
| 1906** 5 Übungen | Pierre Payssé      | Alberto Braglia                               | Gustave Charmoille   |
| 1906** 6 Übungen | Pierre Payssé      | Alberto Braglia                               | Gustave Charmoille   |
| 1908             | Alberto Braglia    | Walter Tysall                                 | Louis Ségura         |
| 1912             | Alberto Braglia    | Louis Ségura                                  | Serafino Mazzarocchi |
| 1920             | Giorgio Zampori    | Marco Torrès                                  | Jean Gounot          |
| 1924             | Leon Štukelj       | Robert Pražák                                 | Bedřich Šupčík       |
| 1928             | Georges Miez       | Hermann Hänggi                                | Leon Štukelj         |
| 1932             | Romeo Neri         | István Pelle                                  | Heikki Savolainen    |
| 1936             | Alfred Schwarzmann | Eugen Mack                                    | Konrad Frey          |
| 1948             | Veikko Huhtanen    | Walter Lehmann                                | Paavo Aaltonen       |
| 1952             | Wiktor Tschukarin  | Hrant Schahinjan                              | Josef Stalder        |
| 1956             | Wiktor Tschukarin  | Takashi Ono                                   | Juri Titow           |
| 1960             | Boris Schachlin    | Takashi Ono                                   | Juri Titow           |
| 1964             | Yukio Endō         | Shūji Tsurumi Boris Schachlin Wiktor Lissizki | —                    |
| 1968             | Sawao Katō         | Michail Woronin                               | Akinori Nakayama     |
| 1972             | Sawao Katō         | Eizō Kenmotsu                                 | Akinori Nakayama     |
| 1976             | Nikolai Andrianow  | Sawao Katō                                    | Mitsuo Tsukahara     |
| 1980             | Alexander Ditjatin | Nikolai Andrianow                             | Stojan Deltschew     |
| 1984             | Kōji Gushiken      | Peter Vidmar                                  | Li Ning              |
| 1988             | Wladimir Artjomow  | Waleri Ljukin                                 | Dmitri Bilosertschew |
| 1992             | Wital Schtscherba  | Hryhorij Missjutin                            | Waleri Belenki       |
| 1996             | Li Xiaoshuang      | Alexei Nemow                                  | Wital Schtscherba    |
| 2000             | Alexei Nemow       | Yang Wei                                      | Oleksandr Beresch    |
| 2004             | Paul Hamm          | Kim Dae-eun                                   | Yang Tae-young       |
| 2008             | Yang Wei           | Kōhei Uchimura                                | Benoît Caranobe      |
| 2012             | Kōhei Uchimura     | Marcel Nguyen                                 | Danell Leyva         |
| 2016             | Kōhei Uchimura     | Oleh Wernjajew                                | Max Whitlock         |
| 2020             | Daiki Hashimoto    | Xiao Ruoteng                                  | Nikita Nagorny       |
| 2024             | Shinnosuke Oka     | Zhang Boheng                                  | Xiao Ruoteng         |

### Mannschaftsmehrkampf
| Olympia | Gold | Silber | Bronze |
| ------- | --- | --- | --- |
| 1904    | Vereintes Team John Grieb Anton Heida Max Hess Philipp Kassel Julius Lenhart Ernst Reckeweg | Vereinigte Staaten Emil Beyer John Bissinger Arthur Rosenkampff Julian Schmitz Otto Stoffen Max Wolf | Vereinigte Staaten John Duha Charles Krause Robert Maysack George Mayer Edward Siegler Philip Schuster |
| 1908    | Schweden Gösta Åsbrink, Carl Bertilsson, Hjalmar Cedercrona, Andreas Cervin, Rudolf Degermark, Carl Folcker, Sven Forssman, Erik Granfelt, Carl Hårleman, Hugo Jahnke, Johan Jarlén, Nils Robert Hellsten, Gunnar Höjer, Arvid Holmberg, Carl Holmberg, Oswald Holmberg, Gustaf Johnsson, Rolf Johnsson, Sven Landberg, Olle Lanner, Axel Ljung, Nils von Kantzow, Osvald Moberg, Carl Norberg, Erik Norberg, Tor Norberg, Axel Norling, Daniel Norling, Gustaf Olson, Leonard Peterson, Sven Rosén, Gustaf Rosenquist, Axel Sjöblom, Birger Sörvik, Haakon Sörvik, Karl-Johan Svensson, Karl-Gustaf Vingqvist, Nils Widforss | Norwegen Arthur Amundsen, Carl Albert Andersen, Otto Authén, Hermann Bohne, Trygve Bøyesen, Oskar Bye, Conrad Carlsrud, Sverre Grøner, Harald Halvorsen, Harald Hansen, Peter Hol, Eugen Ingebretsen, Ole Iversen, Per Jespersen, Sigurd Johannessen, Nicolai Kiær, Carl Klæth, Thor Larsen, Rolf Lefdahl, Hans Lem, Anders Moen, Frithjof Olsen, Carl Alfred Pedersen, Paul Pedersen, Sigvard Sivertsen, John Skrataas, Harald Smedvik, Andreas Strand, Olaf Syvertsen, Thomas Thorstensen | Großfürstentum Finnland Eino Forsström, Otto Granström, Johan Kemp, Iivari Kyykoski, Heikki Lehmusto, John Lindroth, Edvard Linna, Yrjö Linko, Edvard Linna, Matti Markkanen, Kalle Mikkolainen, Veli Nieminen, Kalle Kustaa Paasia, Arvi Pohjanpää, Aarne Pohjonen, Eino Railio, Ale Riipinen, Arno Saarinen, Einar Sahlstein, Aarne Salovaara, Torsten Sandelin, Elis Sipilä, Viktor Smeds, Kaarlo Soinio, Kurt Stenberg, Väinö Tiiri, Magnus Wegelius |
| 1912    | Italien Pietro Bianchi, Guido Boni, Alberto Braglia, Giuseppe Domenichelli, Alfredo Gollini, Francesco Loi, Luigi Maiocco, Giovanni Mangiante, Lorenzo Mangiante, Serafino Mazzarocchi, Carlo Fregosi, Guido Romano, Paolo Salvi, Luciano Savorini, Adolfo Tunesi, Giorgio Zampori, Umberto Zanolini, Angelo Zorzi | Ungarn József Berkes, Imre Erdődy, Samu Fóti, Imre Gellért, Győző Halmos, Ottó Hellmich, István Herczeg, József Keresztessy, Lajos Aradi, János Krizmanich, Elemér Pászti, Árpád Pédery, Jenő Réti, Ferenc Szűts, Ödön Téry, Géza Tuli | Großbritannien Albert Betts, William Cowhig, Sidney Cross, Harry Dickason, Herbert Drury, Bernard Franklin, Leonard Hanson, Samuel Hodgetts, Charles Luck, William MacKune, Ronald McLean, Alfred Messenger, Henry Oberholzer, Edward Pepper, Edward Potts, Reginald Potts, George Ross, Charles Simmons, Arthur Southern, William Titt, Charles Vigurs, Samuel Walker, John Whitaker                                                                    |
| 1920    | Italien Arnaldo Andreoli, Ettore Bellotto, Pietro Bianchi, Fernando Bonatti, Luigi Cambiaso, Luigi Contessi, Carlo Costigliolo, Luigi Costigliolo, Giuseppe Domenichelli, Roberto Ferrari, Carlo Fregosi, Romualdo Ghiglione, Ambrogio Levati, Francesco Loi, Vittorio Lucchetti, Luigi Maiocco, Ferdinando Mandrini, Lorenzo Mangiante, Antonio Marovelli, Michele Mastromarino, Giuseppe Paris, Manlio Pastorini, Ezio Roselli, Paolo Salvi, Giovanni Tubino, Giorgio Zampori, Angelo Zorzi | Belgien Eugène Auwerkeren, Théophile Bauer, François Claessens, Augustus Cootmans, François Gibens, Albert Haepers, Domien Jacob, Félicien Kempeneers, Jules Labéeu, Hubert Lafortune, Auguste Landrieu, Charles Lannie, Constant Loriot, Nicolaas Moerloos, Ferdinand Minnaert, Louis Stoop, Jean Van Guysse, Alphonse Van Mele, François Verboven, Jean Verboven, Julien Verdonck, Joseph Verstraeten, Georges Vivex, Julianus Wagemans                                                   | Frankreich Georges Berger, Émile Bouchès, René Boulanger, Alfred Bruyenne, Eugène Cordonnier, Léon Delsarte, Lucien Démanet, Paul Durin, Victor Duvant, Fernand Fauconnier, Arthur Hermann, Albert Hersoy, Alphonse Higelin, Georges Hoël, Louis Quempe, Georges Lagouge, Paulin Lemaire, Ernest Lespinasse, Émile Boitelle, Jules Pirard, Eugène Pollet, Georges Thurnherr, Marco Torrès, François Walker, Julien Wartelle, Paul Wartelle               |
| 1924    | Italien Luigi Cambiaso Mario Lertora Vittorio Lucchetti Luigi Maiocco Ferdinando Mandrini Francesco Martino Giuseppe Paris Giorgio Zampori | Frankreich Eugène Cordonnier Léon Delsarte François Gangloff Jean Gounot Arthur Hermann Alphonse Higelin Joseph Huber Albert Séguin | Schweiz Hans Grieder August Güttinger Jean Gutweninger Georges Miez Otto Pfister Antoine Rebetez Carl Widmer Josef Wilhelm |
| 1928    | Schweiz Hans Grieder August Güttinger Hermann Hänggi Eugen Mack Georges Miez Otto Pfister Eduard Steinemann Melchior Wezel | Tschechoslowakei Josef Effenberger Jan Gajdoš Jan Koutný Emanuel Löffler Bedřich Šupčík Ladislav Tikal Ladislav Vácha Václav Veselý | Jugoslawien Edvard Antosiewicz Drago Ciotti Stane Derganc Boris Gregorka Anton Malej Janez Porenta Jože Primožič Leon Štukelj |
| 1932    | Italien Oreste Capuzzo Savino Guglielmetti Mario Lertora Romeo Neri Franco Tognini | Vereinigte Staaten Frank Cumiskey Frank Haubold Alfred Jochim Fred Meyer Michael Schuler | Finnland Mauri Nyberg-Noroma Veikko Pakarinen Heikki Savolainen Einari Teräsvirta Martti Uosikkinen |
| 1936    | Deutsches Reich Franz Beckert Konrad Frey Alfred Schwarzmann Willi Stadel Innozenz Stangl Walter Steffens Matthias Volz Ernst Winter | Schweiz Walter Bach Albert Bachmann Walter Beck Eugen Mack Georges Miez Michael Reusch Eduard Steinemann Josef Walter | Finnland Mauri Nyberg-Noroma Aleksanteri Saarvala Heikki Savolainen Esa Seeste Veikko Pakarinen Einari Teräsvirta Eino Tukiainen Martti Uosikkinen |
| 1948    | Finnland Paavo Aaltonen Veikko Huhtanen Kalevi Laitinen Olavi Rove Aleksanteri Saarvala Sulo Salmi Heikki Savolainen Einari Teräsvirta | Schweiz Karl Frei Christian Kipfer Walter Lehmann Robert Lucy Michael Reusch Josef Stalder Emil Studer Melchior Thalmann | Ungarn László Baranyai József Fekete Győző Mogyoróssy János Mogyorósi-Klencs Ferenc Pataki Lajos Sántha Lajos Tóth Ferenc Várkõi |
| 1952    | Sowjetunion Wiktor Tschukarin Hrant Schahinjan Walentin Muratow Jewgeni Korolkow Wladimir Beljakow Iossif Berdijew Michail Perlman Dmytro Leonkin | Schweiz Josef Stalder Hans Eugster Jean Tschabold Jack Günthard Melchior Thalmann Ernst Gebendinger Hans Schwarzentruber Ernst Fivian | Finnland Onni Lappalainen Berndt Lindfors Paavo Aaltonen Kaino Lempinen Heikki Savolainen Kalevi Laitinen Kalevi Viskari Olavi Rove |
| 1956    | Sowjetunion Albert Asarjan Walentin Muratow Boris Schachlin Pawel Stolbow Juri Titow Wiktor Tschukarin | Japan Nobuyuki Aihara Akira Kono Masami Kubota Takashi Ono Masao Takemoto Shinsaku Tsukawaki | Finnland Raimo Heinonen Onni Lappalainen Olavi Leimuvirta Berndt Lindfors Martti Mansikka Kalevi Suoniemi |
| 1960    | Japan Nobuyuki Aihara Yukio Endō Takashi Mitsukuri Takashi Ono Masao Takemoto Shūji Tsurumi | Sowjetunion Albert Asarjan Waleri Kerdemelidi Nikolai Miligulo Wladimir Portnoi Boris Schachlin Juri Titow | Italien Giovanni Carminucci Pasquale Carminucci Gianfranco Marzolla Franco Menichelli Orlando Polmonari Angelo Vicardi |
| 1964    | Japan Yukio Endō Takuji Hayata Takashi Mitsukuri Takashi Ono Shūji Tsurumi Haruhiro Yamashita | Sowjetunion Sergei Diomidow Wiktor Leontjew Wiktor Lissizki Boris Schachlin Juri Titow Juri Zapenko | Deutschland Siegfried Fülle Philipp Fürst Günter Lyhs Erwin Koppe Klaus Köste Peter Weber |
| 1968    | Japan Yukio Endō Sawao Katō Takeshi Katō Eizō Kenmotsu Akinori Nakayama Mitsuo Tsukahara | Sowjetunion Sergei Diomidow Waleri Iljinych Waleri Karassjow Wiktor Klimenko Wiktor Lissizki Michail Woronin | DDR Günter Beier Matthias Brehme Gerhard Dietrich Siegfried Fülle Klaus Köste Peter Weber |
| 1972    | Japan Sawao Katō Eizō Kenmotsu Shigeru Kasamatsu Akinori Nakayama Teruichi Okamura Mitsuo Tsukahara | Sowjetunion Nikolai Andrianow Wiktor Klimenko Alexander Malejew Eduard Mikaeljan Wladimir Stschukin Michail Woronin | Deutsche Demokratische Republik Matthias Brehme Wolfgang Klotz Klaus Köste Jürgen Paeke Reinhard Rychly Wolfgang Thüne |
| 1976    | Japan Shun Fujimoto Hisato Igarashi Hiroshi Kajiyama Sawao Katō Eizō Kenmotsu Mitsuo Tsukahara | Sowjetunion Nikolai Andrianow Alexander Ditjatin Gennadi Kryssin Wladimir Markelow Wladimir Martschenko Wladimir Tichonow | Deutsche Demokratische Republik Roland Brückner Rainer Hanschke Bernd Jäger Wolfgang Klotz Lutz Mack Michael Nikolay |
| 1980    | Sowjetunion Nikolai Andrianow Eduard Asarjan Alexander Ditjatin Bohdan Makuz Wladimir Markelow Alexander Tkatschow | Deutsche Demokratische Republik Andreas Bronst Roland Brückner Ralf-Peter Hemmann Lutz Hoffmann Lutz Mack Michael Nikolay | Ungarn Ferenc Donáth György Guczoghy Zoltán Kelemen Péter Kovács Zoltán Magyar István Vámos |
| 1984    | Vereinigte Staaten Bart Conner Tim Daggett Mitchell Gaylord Jim Hartung Scott Johnson Peter Vidmar | Volksrepublik China Li Ning Li Xiaoping Li Yuejiu Lou Yun Tong Fei Xu Zhiqiang | Japan Kōji Gushiken Noritoshi Hirata Nobuyuki Kajitani Shinji Morisue Kōji Sotomura Kyōji Yamawaki |
| 1988    | Sowjetunion Wladimir Artjomow Dmitri Bilosertschew Sergei Charkow Wladimir Gogoladse Waleri Ljukin Wladimir Nowikow | Deutsche Demokratische Republik Holger Behrendt Ralf Büchner Ulf Hoffmann Sylvio Kroll Sven Tippelt Andreas Wecker | Japan Yukio Iketani Hiroyuki Konishi Koichi Mizushima Daisuke Nishikawa Toshiharu Satō Takahiro Yamada |
| 1992    | Vereintes Team Waleri Belenki Ihor Korobtschinskyj Hryhorij Missjutin Rustam Scharipow Wital Schtscherba Alexei Woropajew | Volksrepublik China Guo Linyao Li Chunyang Li Dashuang Li Ge Li Jing Li Xiaoshuang | Japan Yutaka Aihara Takashi Chinen Yoshiaki Hatakeda Yukio Iketani Masayuki Matsunaga Daisuke Nishikawa |
| 1996    | Russland Nikolai Krjukow Alexei Nemow Jewgeni Podgorny Dmitri Trusch Sergei Charkow Dmitri Wassilenko Alexei Woropajew | Volksrepublik China Fan Bin Fan Hongbin Huang Huadong Huang Liping Li Xiaoshuang Shen Jian Zhang Jinjing | Ukraine Jurij Jermakow Ihor Korobtschinskyj Oleh Kossjak Hryhorij Missjutin Wolodymyr Schamenko Rustam Scharipow Oleksandr Switlytschnyj |
| 2000    | Volksrepublik China Huang Xu Li Xiaopeng Xiao Junfeng Xing Aowei Yang Wei Zheng Lihui | Ukraine Oleksandr Beresch Walerij Hontscharow Ruslan Mesenzew Walerij Pereschkura Roman Sosulja Oleksandr Switlytschnyj | Russland Maxim Aljoschin Alexei Bondarenko Dmitri Drewin Nikolai Krjukow Alexei Nemow Jewgeni Podgorny |
| 2004    | Japan Takehiro Kashima Hisashi Mizutori Daisuke Nakano Hiroyuki Tomita Naoya Tsukahara Isao Yoneda | Vereinigte Staaten Jason Gatson Morgan Hamm Paul Hamm Brett McClure Blaine Wilson Guard Young | Rumänien Marian Drăgulescu Daniel Popescu Dan Potra Răzvan Șelariu Ioan Silviu Suciu Marius Urzică |
| 2008    | Volksrepublik China Chen Yibing Huang Xu Li Xiaopeng Xiao Qin Yang Wei Zou Kai | Japan Takehiro Kashima Takuya Nakase Makoto Okiguchi Kōki Sakamoto Hiroyuki Tomita Kōhei Uchimura | Vereinigte Staaten Alexander Artemev Raj Bhavsar Joey Hagerty Jonathan Horton Justin Spring Kevin Tan |
| 2012    | Volksrepublik China Chen Yibing Feng Zhe Guo Weiyang Zhang Chenglong Zou Kai | Japan Ryōhei Katō Kazuhito Tanaka Yūsuke Tanaka Kōhei Uchimura Kōji Yamamuro | Großbritannien Sam Oldham Daniel Purvis Louis Smith Kristian Thomas Max Whitlock |
| 2016    | Japan Ryōhei Katō Kenzō Shirai Yūsuke Tanaka Kōhei Uchimura Kōji Yamamuro | Russland Denis Abljasin Dawid Beljawski Iwan Stretowitsch Mykola Kuksenkow Nikita Nagorny | Volksrepublik China Deng Shudi Liu Yang Lin Chaopan You Hao Zhang Chenglong |
| 2020    | ROC Denis Abljasin Dawid Beljawski Artur Dalalojan Nikita Nagorny | Japan Daiki Hashimoto Kazuma Kaya Takeru Kitazono Wataru Tanigawa | Volksrepublik China Lin Chaopan Sun Wei Xiao Ruoteng Zou Jingyuan |
| 2024    | Japan Daiki Hashimoto Kazuma Kaya Shinnosuke Oka Takaaki Sugino Wataru Tanigawa | Volksrepublik China Liu Yang Su Weide Xiao Ruoteng Zhang Boheng Zou Jingyuan | Vereinigte Staaten Asher Hong Paul Juda Brody Malone Stephen Nedoroscik Fred Richard |

### Barren
| Olympia | Gold                | Silber              | Bronze                                             |
| ------- | ------------------- | ------------------- | -------------------------------------------------- |
| 1896    | Alfred Flatow *     | Louis Zutter *      | —                                                  |
| 1904    | George Eyser        | Anton Heida         | John Duha                                          |
| 1924    | August Güttinger    | Robert Pražák       | Hermann Hänggi                                     |
| 1928    | Ladislav Vácha      | Jože Primožič       | Eugen Mack                                         |
| 1932    | Romeo Neri          | István Pelle        | Heikki Savolainen                                  |
| 1936    | Konrad Frey         | Michael Reusch      | Alfred Schwarzmann                                 |
| 1948    | Michael Reusch      | Veikko Huhtanen     | Christian Kipfer Josef Stalder                     |
| 1952    | Hans Eugster        | Wiktor Tschukarin   | Josef Stalder                                      |
| 1956    | Wiktor Tschukarin   | Masami Kubota       | Takashi Ono Masao Takemoto                         |
| 1960    | Boris Schachlin     | Giovanni Carminucci | Takashi Ono                                        |
| 1964    | Yukio Endō          | Shūji Tsurumi       | Franco Menichelli                                  |
| 1968    | Akinori Nakayama    | Michail Woronin     | Wiktor Klimenko                                    |
| 1972    | Sawao Katō          | Shigeru Kosamatsu   | Eizō Kenmotsu                                      |
| 1976    | Sawao Katō          | Nikolai Andrianow   | Mitsuo Tsukahara                                   |
| 1980    | Alexander Tkatschow | Alexander Ditjatin  | Roland Brückner                                    |
| 1984    | Bart Conner         | Nobuyuki Kajitani   | Mitchell Gaylord                                   |
| 1988    | Wladimir Artjomow   | Waleri Ljukin       | Sven Tippelt                                       |
| 1992    | Wital Schtscherba   | Li Jing             | Ihor Korobtschinskyj Masayuki Matsunaga Guo Linyao |
| 1996    | Rustam Scharipow    | Jair Lynch          | Wital Schtscherba                                  |
| 2000    | Li Xiaopeng         | Lee Joo-hyung       | Alexei Nemow                                       |
| 2004    | Walerij Hontscharow | Hiroyuki Tomita     | Li Xiaopeng                                        |
| 2008    | Li Xiaopeng         | Yoo Won-chul        | Anton Fokin                                        |
| 2012    | Feng Zhe            | Marcel Nguyen       | Hamilton Sabot                                     |
| 2016    | Oleh Wernjajew      | Danell Leyva        | Dawid Beljawski                                    |
| 2020    | Zou Jingyuan        | Lukas Dauser        | Ferhat Arıcan                                      |
| 2024    | Zou Jingyuan        | Illja Kowtun        | Shinnosuke Oka                                     |

### Boden
| Olympia | Gold                 | Silber                                              | Bronze                         |
| ------- | -------------------- | --------------------------------------------------- | ------------------------------ |
| 1932    | István Pelle         | Georges Miez                                        | Mario Lertora                  |
| 1936    | Georges Miez         | Josef Walter                                        | Konrad Frey Eugen Mack         |
| 1948    | Ferenc Pataki        | János Mogyorósi-Klencs                              | Zdeněk Růžička                 |
| 1952    | William Thoresson    | Tadao Uesako Jerzy Jokiel                           | —                              |
| 1956    | Walentin Muratow     | Nobuyuki Aihara William Thoresson Wiktor Tschukarin | —                              |
| 1960    | Nobuyuki Aihara      | Juri Titow                                          | Franco Menichelli              |
| 1964    | Franco Menichelli    | Wiktor Lissizki Yukio Endō                          | —                              |
| 1968    | Sawao Katō           | Akinori Nakayama                                    | Takeshi Katō                   |
| 1972    | Nikolai Andrianow    | Akinori Nakayama                                    | Shigeru Kasamatsu              |
| 1976    | Nikolai Andrianow    | Wladimir Marschenko                                 | Peter Kormann                  |
| 1980    | Roland Brückner      | Nikolai Andrianow                                   | Alexander Ditjatin             |
| 1984    | Li Ning              | Lou Yun                                             | Kōji Sotomura Philippe Vatuone |
| 1988    | Sergei Charkow       | Wladimir Artjomow                                   | Lou Yun Yukio Iketani          |
| 1992    | Li Xiaoshuang        | Hryhorij Missjutin Yukio Iketani                    | —                              |
| 1996    | Ioannis Melissanidis | Li Xiaoshuang                                       | Alexei Nemow                   |
| 2000    | Igors Vihrovs        | Alexei Nemow                                        | Jordan Jowtschew               |
| 2004    | Kyle Shewfelt        | Marian Drăgulescu                                   | Jordan Jowtschew               |
| 2008    | Zou Kai              | Gervasio Deferr                                     | Anton Golozuzkow               |
| 2012    | Zou Kai              | Kōhei Uchimura                                      | Denis Abljasin                 |
| 2016    | Max Whitlock         | Diego Hypólito                                      | Arthur Mariano                 |
| 2020    | Artem Dolgopyat      | Rayderley Zapata                                    | Xiao Ruoteng                   |
| 2024    | Carlos Yulo          | Artem Dolgopyat                                     | Jake Jarman                    |

### Sprung
| Olympia | Gold                          | Silber                                                | Bronze                                            |
| ------- | ----------------------------- | ----------------------------------------------------- | ------------------------------------------------- |
| 1896    | Carl Schuhmann *              | Louis Zutter *                                        | Hermann Weingärtner                               |
| 1904    | Anton Heida George Eyser      | —                                                     | William Merz                                      |
| 1924    | Frank Kriz                    | Jan Koutný                                            | Bohumil Mořkovský                                 |
| 1928    | Eugen Mack                    | Emanuel Löffler                                       | Stane Derganc                                     |
| 1932    | Savino Guglielmetti           | Alfred Jochim                                         | Edward Carmichael                                 |
| 1936    | Alfred Schwarzmann            | Eugen Mack                                            | Matthias Volz                                     |
| 1948    | Paavo Aaltonen                | Olavi Rove                                            | János Mogyorósi-Klencs Ferenc Pataki Leo Sotorník |
| 1952    | Wiktor Tschukarin             | Masao Takemoto                                        | Tadao Uesako Takashi Ono                          |
| 1956    | Helmut Bantz Walentin Muratow | —                                                     | Juri Titow                                        |
| 1960    | Boris Schachlin Takashi Ono   | —                                                     | Wladimir Portnoi                                  |
| 1964    | Haruhiro Yamashita            | Wiktor Lissizki                                       | Hannu Rantakari                                   |
| 1968    | Michail Woronin               | Yukio Endō                                            | Sergei Diomidow                                   |
| 1972    | Klaus Köste                   | Wiktor Klimenko                                       | Nikolai Andrianow                                 |
| 1976    | Nikolai Andrianow             | Mitsuo Tsukahara                                      | Hiroshi Kajiyama                                  |
| 1980    | Nikolai Andrianow             | Alexander Ditjatin                                    | Roland Brückner                                   |
| 1984    | Lou Yun                       | Li Ning Kōji Gushiken Mitchell Gaylord Shinji Morisue | —                                                 |
| 1988    | Lou Yun                       | Sylvio Kroll                                          | Park Jong-hoon                                    |
| 1992    | Wital Schtscherba             | Hryhorij Missjutin                                    | Yoo Ok-ryul                                       |
| 1996    | Alexei Nemow                  | Yeo Hong-chul                                         | Wital Schtscherba                                 |
| 2000    | Gervasio Deferr               | Alexei Bondarenko                                     | Leszek Blanik                                     |
| 2004    | Gervasio Deferr               | Jevgēņijs Saproņenko                                  | Marian Drăgulescu                                 |
| 2008    | Leszek Blanik                 | Thomas Bouhail                                        | Anton Golozuzkow                                  |
| 2012    | Yang Hak-seon                 | Denis Abljasin                                        | Ihor Radiwilow                                    |
| 2016    | Ri Se-gwang                   | Denis Abljasin                                        | Kenzō Shirai                                      |
| 2020    | Shin Jea-hwan                 | Denis Abljasin                                        | Artur Dawtjan                                     |
| 2024    | Carlos Yulo                   | Artur Dawtjan                                         | Harry Hepworth                                    |

### Reck
| Olympia | Gold                             | Silber                            | Bronze                                 |
| ------- | -------------------------------- | --------------------------------- | -------------------------------------- |
| 1896    | Hermann Weingärtner *            | Alfred Flatow *                   | —                                      |
| 1904    | Anton Heida Edward Hennig        | —                                 | George Eyser                           |
| 1924    | Leon Štukelj                     | Jean Gutweninger                  | Alphonse Higelin                       |
| 1928    | Georges Miez                     | Romeo Neri                        | Eugen Mack                             |
| 1932    | Dallas Bixler                    | Heikki Savolainen                 | Einari Teräsvirta                      |
| 1936    | Aleksanteri Saarvala             | Konrad Frey                       | Alfred Schwarzmann                     |
| 1948    | Josef Stalder                    | Walter Lehmann                    | Veikko Huhtanen                        |
| 1952    | Jack Günthard                    | Josef Stalder Alfred Schwarzmann  | —                                      |
| 1956    | Takashi Ono                      | Juri Titow                        | Masao Takemoto                         |
| 1960    | Takashi Ono                      | Masao Takemoto                    | Boris Schachlin                        |
| 1964    | Boris Schachlin                  | Juri Titow                        | Miroslav Cerar                         |
| 1968    | Michail Woronin Akinori Nakayama | —                                 | Eizō Kenmotsu                          |
| 1972    | Mitsuo Tsukahara                 | Sawao Katō                        | Shigeru Kasamatsu                      |
| 1976    | Mitsuo Tsukahara                 | Eizō Kenmotsu                     | Henri Boërio Eberhard Gienger          |
| 1980    | Stojan Deltschew                 | Alexander Ditjatin                | Nikolai Andrianow                      |
| 1984    | Shinji Morisue                   | Tong Fei                          | Kōji Gushiken                          |
| 1988    | Wladimir Artjomow Waleri Ljukin  | —                                 | Holger Behrendt                        |
| 1992    | Trent Dimas                      | Hryhorij Missjutin Andreas Wecker | —                                      |
| 1996    | Andreas Wecker                   | Krassimir Dunew                   | Alexei Nemow Wital Schtscherba Fan Bin |
| 2000    | Alexei Nemow                     | Benjamin Varonian                 | Lee Joo-hyung                          |
| 2004    | Igor Cassina                     | Paul Hamm                         | Isao Yoneda                            |
| 2008    | Zou Kai                          | Jonathan Horton                   | Fabian Hambüchen                       |
| 2012    | Epke Zonderland                  | Fabian Hambüchen                  | Zou Kai                                |
| 2016    | Fabian Hambüchen                 | Danell Leyva                      | Nile Wilson                            |
| 2020    | Daiki Hashimoto                  | Tin Srbić                         | Nikita Nagorny                         |
| 2024    | Shinnosuke Oka                   | Ángel Barajas                     | Zhang Boheng Tang Chia-hung            |

### Ringe
| Olympia | Gold                                 | Silber                           | Bronze                       |
| ------- | ------------------------------------ | -------------------------------- | ---------------------------- |
| 1896    | Ioannis Mitropoulos *                | Hermann Weingärtner *            | Petros Persakis *            |
| 1904    | Herman Glass                         | William Merz                     | Emil Voigt                   |
| 1924    | Francesco Martino                    | Robert Pražák                    | Ladislav Vácha               |
| 1928    | Leon Štukelj                         | Ladislav Vácha                   | Emanuel Löffler              |
| 1932    | George Julius Gulack                 | William Thomas Denton            | Giovanni Lattuada            |
| 1936    | Alois Hudec                          | Leon Štukelj                     | Matthias Volz                |
| 1948    | Karl Frei                            | Michael Reusch                   | Zdeněk Růžička               |
| 1952    | Hrant Schahinjan                     | Wiktor Tschukarin                | Hans Eugster Dmytro Leonkin  |
| 1956    | Albert Asarjan                       | Walentin Muratow                 | Masao Takemoto Masami Kubota |
| 1960    | Albert Asarjan                       | Boris Schachlin                  | Takashi Ono Welik Kapsasow   |
| 1964    | Takuji Hayata                        | Franco Menichelli                | Boris Schachlin              |
| 1968    | Akinori Nakayama                     | Michail Woronin                  | Sawao Katō                   |
| 1972    | Akinori Nakayama                     | Michail Woronin                  | Mitsuo Tsukahara             |
| 1976    | Nikolai Andrianow                    | Alexander Ditjatin               | Dan Grecu                    |
| 1980    | Alexander Ditjatin                   | Alexander Tkatschow              | Jiří Tabák                   |
| 1984    | Kōji Gushiken Li Ning                | —                                | Mitchell Gaylord             |
| 1988    | Holger Behrendt Dmitri Bilosertschew | —                                | Sven Tippelt                 |
| 1992    | Wital Schtscherba                    | Li Jing                          | Andreas Wecker Li Xiaoshuang |
| 1996    | Jury Chechi                          | Dan Burincă Szilveszter Csollány | —                            |
| 2000    | Szilveszter Csollány                 | Dimosthenis Tambakos             | Jordan Jowtschew             |
| 2004    | Dimosthenis Tambakos                 | Jordan Jowtschew                 | Jury Chechi                  |
| 2008    | Chen Yibing                          | Yang Wei                         | Oleksandr Worobjow           |
| 2012    | Arthur Zanetti                       | Chen Yibing                      | Matteo Morandi               |
| 2016    | Eleftherios Petrounias               | Arthur Zanetti                   | Denis Abljasin               |
| 2020    | Liu Yang                             | You Hao                          | Eleftherios Petrounias       |
| 2024    | Liu Yang                             | Zou Jingyuan                     | Eleftherios Petrounias       |

### Pauschenpferd
| Olympia | Gold                                                | Silber                            | Bronze             |
| ------- | --------------------------------------------------- | --------------------------------- | ------------------ |
| 1896    | Louis Zutter *                                      | Hermann Weingärtner *             | —                  |
| 1904    | Anton Heida                                         | George Eyser                      | William Merz       |
| 1924    | Josef Wilhelm                                       | Jean Gutweninger                  | Antoine Rebetez    |
| 1928    | Hermann Hänggi                                      | Georges Miez                      | Heikki Savolainen  |
| 1932    | István Pelle                                        | Omero Bonoli                      | Frank Haubold      |
| 1936    | Konrad Frey                                         | Eugen Mack                        | Albert Bachmann    |
| 1948    | Paavo Aaltonen Veikko Huhtanen Heikki Savolainen    | —                                 | —                  |
| 1952    | Wiktor Tschukarin                                   | Jewgeni Korolkow Hrant Schahinjan | —                  |
| 1956    | Boris Schachlin                                     | Takashi Ono                       | Wiktor Tschukarin  |
| 1960    | Boris Schachlin Eugen Ekman                         | —                                 | Shūji Tsurumi      |
| 1964    | Miroslav Cerar                                      | Shūji Tsurumi                     | Juri Zapenko       |
| 1968    | Miroslav Cerar                                      | Olli Laiho                        | Michail Woronin    |
| 1972    | Wiktor Klimenko                                     | Sawao Katō                        | Eizō Kenmotsu      |
| 1976    | Zoltán Magyar                                       | Eizō Kenmotsu                     | Nikolai Andrianow  |
| 1980    | Zoltán Magyar                                       | Alexander Ditjatin                | Michael Nikolay    |
| 1984    | Li Ning Peter Vidmar                                | —                                 | Tim Daggett        |
| 1988    | Ljubomir Geraskow Zsolt Borkai Dmitri Bilosertschew | —                                 | —                  |
| 1992    | Wital Schtscherba Pae Gil-su                        | —                                 | Andreas Wecker     |
| 1996    | Donghua Li                                          | Marius Urzică                     | Alexei Nemow       |
| 2000    | Marius Urzică                                       | Éric Poujade                      | Alexei Nemow       |
| 2004    | Teng Haibin                                         | Marius Urzică                     | Takehiro Kashima   |
| 2008    | Xiao Qin                                            | Filip Ude                         | Louis Smith        |
| 2012    | Krisztián Berki                                     | Louis Smith                       | Max Whitlock       |
| 2016    | Max Whitlock                                        | Louis Smith                       | Alexander Naddour  |
| 2020    | Max Whitlock                                        | Lee Chih-kai                      | Kazuma Kaya        |
| 2024    | Rhys McClenaghan                                    | Nariman Kurbanow                  | Stephen Nedoroscik |

## Nicht mehr ausgetragene Wettbewerbe

### Dreikampf
| Olympia | Gold           | Silber         | Bronze        |
| ------- | -------------- | -------------- | ------------- |
| 1904    | Adolf Spinnler | Julius Lenhart | Wilhelm Weber |

### Keulenschwingen
| Olympia | Gold          | Silber          | Bronze             |
| ------- | ------------- | --------------- | ------------------ |
| 1904    | Edward Hennig | Emil Voigt      | Ralph Wilson       |
| 1932    | George Roth   | Philip Erenberg | William Kuhlemeier |

### Seitpferdsprung
| Olympia | Gold          | Silber                        | Bronze |
| ------- | ------------- | ----------------------------- | ------ |
| 1924    | Albert Séguin | Jean Gounot François Gangloff | —      |

### Tauhangeln
| Olympia | Gold                      | Silber            | Bronze                          |
| ------- | ------------------------- | ----------------- | ------------------------------- |
| 1896    | Nikolaos Andriakopoulos * | Thomas Xenakis *  | Fritz Hofmann *                 |
| 1904    | George Eyser              | Charles Krause    | Emil Voigt                      |
| 1924    | Bedřich Šupčík            | Albert Séguin     | Ladislav Vácha August Güttinger |
| 1932    | Raymond Bass              | William Galbraith | Thomas Connolly                 |

### Tumbling
| Olympia | Gold          | Silber       | Bronze          |
| ------- | ------------- | ------------ | --------------- |
| 1932    | Rowland Wolfe | Edward Gross | William Hermann |

### Viererkombination
| Olympia | Gold        | Silber       | Bronze       |
| ------- | ----------- | ------------ | ------------ |
| 1904    | Anton Heida | George Eyser | William Merz |

### Barren Mannschaft
| Olympia | Gold | Silber                                                                                      | Bronze                                                                                  |
| ------- | --- | ------------------------------------------------------------------------------------------- | --------------------------------------------------------------------------------------- |
| 1896    | Deutsches Reich Fritz Hofmann Conrad Böcker Alfred Flatow Gustav Felix Flatow Georg Hillmar Fritz Manteuffel Karl Neukirch Richard Röstel Gustav Schuft Carl Schuhmann Hermann Weingärtner | Griechenland Sotirios Athanasopoulos Nikolaos Andriakopoulos Petros Persakis Thomas Xenakis | Griechenland Ioannis Chrysafis Ioannis Mitropoulos Filippos Karvelas Dimitrios Loundras |

### Reck Mannschaft
| Olympia | Gold | Silber | Bronze |
| ------- | --- | ------ | ------ |
| 1896    | Deutsches Reich Fritz Hofmann Conrad Böcker Alfred Flatow Gustav Felix Flatow Georg Hillmar Fritz Manteuffel Karl Neukirch Richard Röstel Gustav Schuft Carl Schuhmann Hermann Weingärtner | —      | —      |

### Riegenturnen
| Olympia | Gold | Silber | Bronze |
| ------- | --- | --- | --- |
| 1906**  | Norwegen Carl Albert Andersen, Oskar Bye, Conrad Carlsrud, Harald Eriksen, Oswald Falch, Ingvar Fredrikssen, Andreas Hagelund, Harald Halvorsen, Karl Hägensen, H. Hemsen, Peter Hol, Eugen Ingebretsen, Per Jespersen, Finn Münster, Frithjof Olsen, Carl Alfred Pedersen, Rasmus Petersen, Thorleif Petersen, Torleif Röhn, Johan Stumpf, Kristian Tjerdingen | Dänemark Carl Andersen, Halvor Birch, Harald Bukdahl, Kaj Gnudtzmann, Louis Larsen, Jens Lorentzen, Robert Madsen, Carl Manicus-Hansen, Knud Holm, Erik Klem, Harald Klem, Oluf Olsson, Hans Pedersen, Kristian Pedersen, Niels Petersen, Viktor Rasmussen, Marius Skram-Jensen, Marius Thuesen | Italien Federico Bertinotti, Raffaelo Gianoni, Azeglio Innocenti, Filiberto Innocenti, Maurizio Masetti, Vitaliano Masotti, Quintilio Mazzoncini, Spartaco Nerozzi, Manlio Pastorini, Ciro Zivinini |

### Freies System
| Olympia | Gold | Silber | Bronze |
| ------- | --- | --- | --- |
| 1912    | Norwegen Isak Abrahamsen, Hans Anton Beyer, Hartmann Bjørnsen, Alfred Engelsen, Bjarne Johnsen, Sigurd Jørgensen, Knud Leonard Knudsen, Alf Lie, Rolf Lie, Tor Lund, Petter Martinsen, Per Mathiesen, Jacob Opdahl, Nils Opdahl, Bjarne Pettersen, Frithjof Sælen, Øistein Schirmer, Georg Selenius, Sigvard Sivertsen, Robert Sjursen, Einar Strøm, Gabriel Thorstensen, Thomas Thorstensen, Nils Voss | Großfürstentum Finnland Kaarlo Ekholm, Eino Forsström, Eero Hyvärinen, Mikko Hyvärinen, Tauno Ilmoniemi, Ilmari Keinänen, Jalmari Kivenheimo, Karl Lund, Aarne Pelkonen, Ilmari Pernaja, Arvid Rydman, Eino Saastamoinen, Aarne Salovaara, Heikki Sammallahti, Hannes Sirola, Klaus Suomela, Lauri Tanner, Väinö Tiiri, Kaarlo Vähämäki, Kaarlo Vasama                                                                                       | Dänemark Axel Andersen, Hjalmart Andersen, Halvor Birch, Wilhelm Grimmelmann, Arvor Hansen, Christian Hansen, Marius Hansen, Charles Jensen, Hjalmar Johansen, Poul Preben Jørgensen, Carl Krebs, Vigo Meulengracht Madsen, Lukas Nielsen, Rikard Nordstrøm, Steen Olsen, Oluf Olsson, Carl Alfred Pedersen, Kristian Pedersen, Niels Petersen, Christian Svendsen |
| 1920    | Dänemark Georg Albertsen, Rudolf Andersen, Viggo Dibbern, Aage Frandsen, Hugo Helsten, Harry Holm, Herold Jansson, Robert Johnsen, Christian Juhl, Vilhelm Lange, Svend Madsen, Peder Marcussen, Peder Møller, Niels Turin Nielsen, Steen Olsen, Christian Møller Pedersen, Hans Rønne, Harry Sørensen, Christian Thomas, Knud Vermehren                                                                | Norwegen Alf Aanning, Karl Aas, Jørgen Andersen, Gustav Bayer, Jørgen Bjørnstad, Asbjørn Bodahl, Eilert Bøhm, Trygve Bøyesen, Ingolf Davidsen, Håkon Endreson, Jakob Erstad, Harald Færstad, Herman Helgesen, Peter Hol, Otto Johannessen, Johan Anker Johansen, Trygve Kristoffersen, Henrik Nielsen, Jacob Opdahl, Arthur Rydstrøm, Frithjof Sælen, Bjørn Skjærpe, Wilhelm Steffensen, Olav Sundal, Reidar Tønsberg, Lauritz Wigand-Larsen | - |

### Schwedisches System
| Olympia | Gold | Silber | Bronze |
| ------- | --- | --- | --- |
| 1912    | Schweden Per Bertilsson, Carl-Ehrenfried Carlberg, Nils Granfelt, Curt Hartzell, Oswald Holmberg, Anders Hylander, Axel Janse, Boo Kullberg, Sven Landberg, Per Nilsson, Benkt Norelius, Axel Norling, Daniel Norling, Sven Rosén, Nils Silfverskiöld, Carl Silfverstrand, John Sörenson, Yngve Stiernspetz, Karl-Erik Svensson, Karl-Johan Svensson, Knut Torell, Edward Wennerholm, Claës-Axel Wersäll, David Wiman | Dänemark Peter Andersen, Valdemar Bøggild, Søren Peter Christensen, Ingvald Eriksen, George Falcke, Torkild Garp, Hans Trier Hansen, Johannes Hansen, Rasmus Hansen, Alfred Jensen, Jens Kristian Jensen, Karl Kirk, Jens Kirkegaard, Olaf Kjems, Carl Larsen, Jens Peter Laursen, Marius Lefevre, Poul Mark, Einar Olsen, Hans Pedersen, Hans Eiler Pedersen, Olaf Pedersen, Peder Larsen Pedersen, Aksel Sørensen, Jørgen Ravn, Søren Thorborg, Kristen Vadgaard, Johannes Vinther | Norwegen Arthur Amundsen, Jørgen Andersen, Trygve Bøyesen, Georg Brustad, Conrad Christensen, Oscar Engelstad, Marius Eriksen, Aksel Hansen, Peter Hol, Eugen Ingebretsen, Olaf Ingebretsen, Olaf Jacobsen, Erling Jensen, Thor Jensen, Frithjof Olsen, Oscar Olstad, Edvin Paulsen, Carl Alfred Pedersen, Paul Pedersen, Realf Robach, Sigurd Smebye, Torleif Torkildsen                               |
| 1920    | Schweden Fausto Acke, Albert Andersson, Arvid Andersson, Helge Bäckander, Bengt Bengtsson, Fabian Biörck, Erik Charpentier, Sture Ericsson, Konrad Granström, Helge Gustafsson, Åke Häger, Ture Hedman, Sven Johnson, Sven-Olof Jonsson, Karl Lindahl, Edmund Lindmark, Bengt Morberg, Frans Persson, Klas Särner, Curt Sjöberg, Gunnar Söderlindh, John Sörenson, Alf Svensén, Gösta Törner                          | Dänemark Johannes Birk, Frede Hansen, Frederik Hansen, Kristian Hansen, Hans Hovgaard Jakobsen, Aage Jørgensen, Alfred Frøkjær Jørgensen, Alfred Ollerup Jørgensen, Arne Jørgensen, Knud Kirkeløkke, Jens Lambæk, Kristjan Larsen, Kristian Madsen, Niels Erik Nielsen, Niels Kristian Nielsen, Dynes Pedersen, Hans Pedersen, Johannes Pedersen, Peder Dorf Pedersen, Rasmus Rasmussen, Hans Christian Sørensen, Hans Laurids Sørensen, Søren Sørensen, Georg Vest, Aage Walther    | Belgien Paul Arets, Léon Bronckaert, Léopold Clabots, Jean-Baptiste Claessens, Léon Darrien, Lucien Dehoux, Ernest Deleu, Émile Duboisson, Ernest Dureuil, Joseph Fiems, Marcel Hansen, Louis Henin, Omer Hoffman, Félix Logiest, Charles Maerschalck, René Paenhuijsen, Arnold Pierret, René Pinchart, Gaspar Pirotte, Augustien Pluys, Léopold Son, Édouard Taeymans, Pierre Thiriar, Henri Verhavert |